# Ioan Pongracz de Dindeleag
Ioan Pongracz de Dindeleag (în maghiară Dengelegi Pongrác János) a fost voievod al Transilvaniei între anii 1475-1476.